# 锡夫里约
锡夫里约（法語：Civrieux，法語發音：[sivʁijø]）是法国东部安省的一个市镇，属于布雷斯地区布尔格区。

## 地理
锡夫里约（45°55'16"N, 4°52'51"E）面积19.76 平方千米，位于法国奥弗涅-罗讷-阿尔卑斯大区安省，该省份为法国东部省份，北起汝拉省，西北接索恩-卢瓦尔省，西接罗讷省和里昂大都会，南至伊泽尔省，东与萨瓦省、上萨瓦省和瑞士接壤。
与锡夫里约接壤的市镇（或旧市镇、城区）包括：马雪、米奥奈、蒙蒂约、帕尔雪、雷里约、圣安德烈德科尔西、圣让德蒂里尼厄、热奈、蒙塔奈。
锡夫里约的时区为UTC+01:00、UTC+02:00（夏令时）。

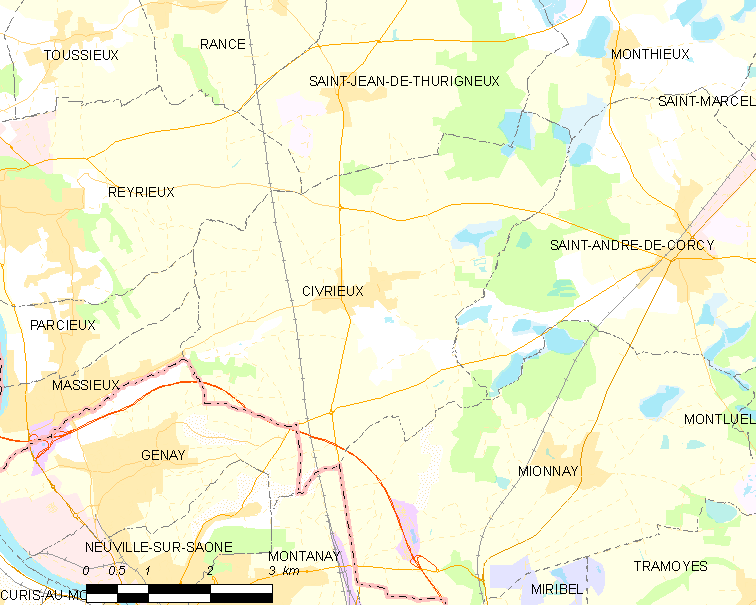
锡夫里约的OSM定位图

## 行政
锡夫里约的邮政编码为01390，INSEE市镇编码为01105。

## 政治
锡夫里约所属的省级选区为维拉尔莱栋布县。

## 人口

1962-2008年间锡夫里约人口变化图示

锡夫里约于2022年1月1日时的人口数量为1986人。